# Aulhac e Sant Privat
Aulhat-Saint-Privat és un municipi francès situat al departament del Puèi Domat i a la regió d'Alvèrnia-Roine-Alps. L'any 2007 tenia 334 habitants.

## Demografia

### Població
El 2007 la població de fet d'Aulhat-Saint-Privat era de 334 persones. Hi havia 140 famílies de les quals 32 eren unipersonals (24 homes vivint sols i 8 dones vivint soles), 48 parelles sense fills, 56 parelles amb fills i 4 famílies monoparentals amb fills.
La població ha evolucionat segons el següent gràfic:
Habitants censats

### Habitatges
El 2007 hi havia 158 habitatges, 138 eren l'habitatge principal de la família, 6 eren segones residències i 14 estaven desocupats. 149 eren cases i 9 eren apartaments. Dels 138 habitatges principals, 122 estaven ocupats pels seus propietaris, 15 estaven llogats i ocupats pels llogaters i 1 estava cedit a títol gratuït; 3 tenien dues cambres, 14 en tenien tres, 40 en tenien quatre i 81 en tenien cinc o més. 109 habitatges disposaven pel capbaix d'una plaça de pàrquing. A 57 habitatges hi havia un automòbil i a 74 n'hi havia dos o més.

### Piràmide de població
La piràmide de població per edats i sexe el 2009 era:
| Homes | Edats   | Dones |
| ----- | ------- | ----- |
| 0     | 95 o +  | 0     |
| 0     | 90 a 94 | 0     |
| 1     | 85 a 89 | 4     |
| 2     | 80 a 84 | 7     |
| 7     | 75 a 79 | 7     |
| 6     | 70 a 74 | 5     |
| 10    | 65 a 69 | 11    |
| 13    | 60 a 64 | 7     |
| 15    | 55 a 59 | 22    |
| 14    | 50 a 54 | 12    |
| 8     | 45 a 49 | 10    |
| 13    | 40 a 44 | 10    |
| 11    | 35 a 39 | 5     |
| 8     | 30 a 34 | 12    |
| 4     | 25 a 29 | 6     |
| 2     | 20 a 24 | 6     |
| 6     | 15 a 19 | 7     |
| 7     | 10 a 14 | 6     |
| 7     | 5 a 9   | 12    |
| 9     | 0 a 4   | 4     |

## Economia
El 2007 la població en edat de treballar era de 217 persones, 155 eren actives i 62 eren inactives. De les 155 persones actives 149 estaven ocupades (85 homes i 64 dones) i 6 estaven aturades (3 homes i 3 dones). De les 62 persones inactives 27 estaven jubilades, 11 estaven estudiant i 24 estaven classificades com a «altres inactius».

### Ingressos
El 2009 a Aulhat-Saint-Privat hi havia 151 unitats fiscals que integraven 368,5 persones, la mediana anual d'ingressos fiscals per persona era de 17.382 €.

### Activitats econòmiques
Dels 7 establiments que hi havia el 2007, 1 era d'una empresa extractiva, 1 d'una empresa de construcció i 5 d'empreses de comerç i reparació d'automòbils.
Dels 2 establiments de servei als particulars que hi havia el 2009, 1 era un taller de reparació d'automòbils i de material agrícola i 1 electricista.
L'any 2000 a Aulhat-Saint-Privat hi havia 18 explotacions agrícoles que ocupaven un total de 948 hectàrees.

## Poblacions més properes
El següent diagrama mostra les poblacions més properes.